# Sammlung der Mathianischen Bruderschaft zu Nörvenich
Die Sammlung der Mathianische Bruderschaft zu Nörvenich ist in dem sehr umfangreichen Tagebuch des Nörvenicher Müllers (1789 bis 1824) und Schöffen Rainer Badenheuer in den Jahren 1775 und 1777 erwähnt.
Die Sammlung begann immer an den ersten Sonntagen nach Ostern und dauerte bis Christi Himmelfahrt. In Nörvenich wurde immer an diesem Festtag gesammelt, in den Nachbarorten an den Sonntagen vorher. 1775 hatte Badenheuer Helfer, nämlich Gerard Emunds und Ferdinand Hoffsümmer, 1777 halfen ihm Engel Proener und Henrich Jüngen. Die Helfer erhielten damals ein Tagegeld und Präsente. Sei hatten eine ziemliche Wegestrecke zurückzulegen, nämlich bis Gladbach, Lüxheim, Hochkirchen, Irresheim, Ollesheim, Oberbolheim, Eggersheim, Poll, Dorweiler, Kelz, Rath und Wissersheim. Dabei musste jedes Haus besucht werden. Im Jahr 1775 ergab die Sammlung 10 Reichstaler und 17 Albus. Nach Abzug der Tagegelder für die Sammler blieben 9 Reichstaler und 5 Albus als Reingewinn übrig.
1777 ergab die Sammlung ein ganz anderes Bild, denn es wurden auch Sachspenden gesammelt, meist Eier, die dann verkauft wurden. Der Erlös kam zum Sammlungsergebnis. Trotzdem war das Ergebnis im Jahr 1777 sehr karg. Durch das Hochwasser des Neffelbaches in Nörvernich waren einige Höfe zerstört worden und 1776 und 1777 grassierte im Nörvenicher Bereich eine Viehpest. Dadurch war das Bargeld knapp geworden. Das Ergebnis waren nur 4 Reichstaler, 42 Albus und 4 Heller. 
Mit den Erlösen der Sammlungen wurde dann die Prozession aus Nörvenich zum Grab des hl. Apostels Matthias nach Trier in der Matthias-Basilika finanziert. Auch wurden hiervon Gelder für das dortige Kloster gespendet.